# New Love for Old
New Love for Old er en amerikansk stumfilm fra 1918 af Elsie Jane Wilson.

## Medvirkende
- Ella Hall - Daphne Sawyer
- Winter Hall - Ben Sawyer
- Gretchen Lederer - Marie Beauchamp
- Emory Johnson - Kenneth Scott
- E. Alyn Warren - Louis Bracchi